# Catherine Médicis
Pour les articles homonymes, voir Catherine de Médicis.
Catherine Médicis est le nom de plume collectif sous lequel André Bercoff et Corinne Lepage ont publié deux pamphlets politiques, J'arrive (2005) et On efface tout et on recommence (2006).